# Natal'ja Vorob'ëva
Natal'ja Vital'evna Vorob'ëva (in russo Наталья Витальевна Воробьёва?; Tulun, 27 maggio 1991) è una lottatrice russa nella categoria 72 kg (libera), categoria in cui si è laureata campionessa olimpica ai Giochi della XXX Olimpiade di Londra.

## Palmarès
- Giochi olimpici

Londra 2012: oro nei 72 kg.
Rio de Janeiro 2016: argento nei 69 kg.
- Mondiali

Budapest 2013: argento nei 72 kg.
Tashkent 2014: bronzo nei 69 kg.
Las Vegas 2015: oro nei 69 kg.
Nur-Sultan 2019: oro nei 72 kg.
- Europei

Belgrado 2012: bronzo nei 72 kg.
Tbilisi 2013: oro nei 72 kg.
Vantaa 2014: oro nei 69 kg.
Roma 2020: oro nei 72 kg.
- Giochi europei

Baku 2015: bronzo nei 69 kg.